# Mogiljovska oblast
Mogiljovska oblast (bjeloruski: Магілёўская во́бласць, Mahiloŭska voblaść, ruski: Могилёвская о́бласть) jedna je od šest oblasti u Bjelorusiji. Središte oblasti je grad Mogiljov.

## Zemljopis
Mogiljovska oblast se nalazi u istočnoj Bjelorusiji na granici s Rusijom
Oblast je 2009. godine imala 1.123.100 stanovnika što je 12,2 % od ukupnoga bjeloruskog stanovništva, 855.000 stanovnika živi u urbanim naseljima, dok 353.600 stanovnika živi u ruralnim naseljima, površina oblasti je 29.000 km², dok je prosječna gustoća naseljenosti 40 stan./km² .
Susjedne oblasti Mogiljovske su na jugu Gomeljska, na zapadu je Minska, na sjeveru Vitebska oblast, dok je na istoku državna granica s Rusijom.

### Etnički sastav
Najbrojniji narod oblasti su Bjelorusi kojih ima 1.044.000, drugi najbrojiniji narod su Rusi kojih ima 132.000, Židova ima 3500, Poljaka 2800,  Ukrajinaca 2110, Tatara 1700, Litvanaca 1300, Armanaca 1100 i Roma 1070.

## Administrativna podjela
Mogiljovska oblast dijeli se na 21 rajon, 14 gradova, 196 naselja, 3247 sela, te pet gradova (municipija) koji imaju viši administrativni stupanj.

### Gradovi
Glavni grad Mogiljovske oblast je Mogiljov koji ima 365.100 stanovnika, drugi najveći grad je Babrujsk koji ima 220.800 stanovnika, treći grad po broju stanovnika je Asipoviči koji ima 34.700 stanovnika, od veći gradova tu je i Horki koji ima 34.000 stanovnika i Kričev koji ima 28.200 stanovnika ostali gradovi imaju manje od 20.000 stanovnika.

## Vanjske poveznice
- Službena stranica oblasti  Arhivirana inačica izvorne stranice od 19. srpnja 2006. (Wayback Machine)